# Lamarche
Lamarche là một xã, nằm ở tỉnh Vosges trong vùng Grand Est của Pháp. Xã này có diện tích 33,69 kilômét vuông, dân số năm 1999 là 1159 người. Xã này nằm ở khu vực có độ cao trung bình 355 m trên mực nước biển.
Dân địa phương tiếng Pháp gọi là Lamarchois.

## Biến động dân số
| 1793  | 1800  | 1806  | 1821  | 1831  | 1836  | 1841  | 1846  | 1851 |
| ----- | ----- | ----- | ----- | ----- | ----- | ----- | ----- | ---- |
| 1 674 | 1 554 | 1 612 | 1 480 | 1 625 | 1 741 | 1 841 | 2 029 | abs. |

| 1856  | 1861  | 1866  | 1872  | 1876  | 1881  | 1886  | 1891  | 1896  |
| ----- | ----- | ----- | ----- | ----- | ----- | ----- | ----- | ----- |
| 1 804 | 1 832 | 1 719 | 1 754 | 1 783 | 1 693 | 1 664 | 1 651 | 1 625 |

| 1901  | 1906  | 1911  | 1921  | 1926  | 1931  | 1936  | 1946  | 1954  |
| ----- | ----- | ----- | ----- | ----- | ----- | ----- | ----- | ----- |
| 1 481 | 1 450 | 1 412 | 1 161 | 1 179 | 1 112 | 1 151 | 1 137 | 1 134 |

| 1962                                         | 1968  | 1975  | 1982  | 1990  | 1999  | - | - | - |
| -------------------------------------------- | ----- | ----- | ----- | ----- | ----- | - | - | - |
| 1 209                                        | 1 201 | 1 333 | 1 338 | 1 258 | 1 159 | - | - | - |
| Số liệu kể từ 1962 : dân số không tính trùng |       |       |       |       |       |   |   |   |

Graphique de l'évolution de la population 1794-1846 & 1856-1999